# Коув (Арканзас)
Коув (енгл. Cove) град је у америчкој савезној држави Арканзас.

## Демографија
По попису из 2010. године број становника је 382, што је 1 (-0,3%) становника мање него 2000. године.
| Група             | 2000.       | 2010.       |
| Белци             | 361 (94,3%) | 348 (91,1%) |
| Афроамериканци    | 0 (0,0%)    | 0 (0,0%)    |
| Азијати           | 0 (0,0%)    | 0 (0,0%)    |
| Хиспаноамериканци | 4 (1,0%)    | 22 (5,8%)   |
| Укупно            | 383         | 382         |